# هجوم رعنانا 2024
هجوم رعنانا 2024 هو هجوم طعن ودهس جماعي لعدد من الإسرائيليين، وقع في المنطقة الصناعية في رعنانا في 15 يناير 2024، خلال الحرب الفلسطينية الإسرائيلية 2023. أسفر الهجوم عن مقتل امرأة وإصابة نحو 18 شخصاً وتمكن منفذ الهجوم من الفرار. اعتقلت السلطات الإسرائيلية فلسطينيين شقيقين من سكان مدينة الخليل على إثر ذلك، يُشتبه في ضلوعهما في الهجوم.

## الهجوم
وقع الهجوم حوالي الساعة 13:30 عندما تسلل فلسطينيان من الخليل إلى شارع أحوزا في رعنانا. طعن أحدهما امرأة (توفيت لاحقاً) واستولى على سيارتها وتحرك بها حول المدينة ودهس عدداً من الإسرائيليين. وبعد ذلك، سيطر على سيارة أخرى واتجه نحو شارع حروشيت، حيث أصاب آخرين. ثم وصل إلى شارع وايزمان حيث دهس عدة أشخاص ولاذ بالفرار.
بدأت القوات الأمنية بملاحقة المهاجم فور ورود بلاغات بالحادثة في مراكز الطوارئ. وأدت مطاردة سريعة للشرطة ووحدات خاصة إضافية إلى القبض عليه مع شخص ساعده على ما يبدو في الهجوم. كما هرعت قوات كبيرة من الشرطة إلى مكان الهجوم، من بينها مفوض الشرطة كوبي شبتاي وقائد المنطقة أفراهام بيطون. أسفر الهجوم عن مقتل امرأة وإصابة 18 آخرين، من بينهم 4 بجروح خطيرة، و9 بجروح متوسطة. وقد أعلنت وزارة الخارجية الفرنسية أن اثنين من الرعايا الفرنسيين من بين المصابين في هجوم رعنانا.

## مسؤولية الهجوم
تمكنت الشرطة الإسرائيلية من اعتقال المشتبه به الرئيسي وهو محمد زيدات، شاب يبلغ من العمر 24 عاماً مع أخيه محمود زيدات (44 عاماً)، الذي يُعتقد أنه قدم له المساعدة خلال الهجوم، والاثنان من سكان بلدة بني نعيم بمدينة الخليل في الضفة الغربية ودخلا إسرائيل بشكل غير قانوني حيث أنهما لا يحملان تصريح دخول إلى إسرائيل. كما اعتقلت الشرطة الإسرائيلية أحد المشغلين الإسرائيليين الذي يعمل لديه منفذا الهجوم للاشتباه في أنه ربما عمل على تهريب المنفذين عبر الجدار الأمني مع الضفة الغربية. هذا وقد أعلنت كتيبة عبد الرحمن التابعة لسرايا القدس مسؤوليتها عن الهجوم. فيما أشارت مصادر إسرائيلية إلى مسؤولية كتائب شهداء الأقصى عن الهجوم.

## محاولة اغتيال أفيخاي أدرعي
لاحقاً في 21 فبراير، ذكرت وسائل إعلام إسرائيلية أن الهدف من الهجوم كان اغتيال أفيخاي أدرعي الناطق باسم الجيش الإسرائيلي للإعلام العربي، حيث صادف أحد منفذي الهجوم أدرعي في أحد المطاعم ولاحقه محاولاً طعنه بسكين.

## ردود الفعل
- قالت حركة حماس في بيان عن الهجوم «نؤكد أن عملية رعنانا الفدائية التي نفذها أبطال شعبنا الفلسطيني المرابط هي رد طبيعي على مجازر الاحتلال النازي وعدوانه المستمر على شعبنا الفلسطيني في الضفة والقطاع».[10]
- ذكرت صحيفة هاآرتس العبرية أن الجيش الإسرائيلي نقل وحدة دوفدفان من قطاع غزة إلى الضفة الغربية تحسباً للتصعيد فيها على خلفية الهجوم.[3]